# Hamelin
Hamelin – miejscowość i gmina we Francji, w regionie Normandia, w departamencie Manche.
Według danych na rok 1990 gminę zamieszkiwały 122 osoby, a gęstość zaludnienia wynosiła 50 osób/km² (wśród 1815 gmin Dolnej Normandii Hamelin plasuje się na 764. miejscu pod względem liczby ludności, natomiast pod względem powierzchni na miejscu 1074.).